# Elezioni governatoriali in Illinois del 2022
Le elezioni governatoriali dell'Illinois del 2022 si sono svolte l'8 novembre 2022 per eleggere il governatore dell'Illinois, in occasione delle elezioni generali dell'Illinois del 2022. I candidati governatori si sono presentati in lista con i candidati alla carica di vicegovernatore. I democratici al primo mandato JB Pritzker e Juliana Stratton, hanno cercato insieme la rielezione contro i candidati repubblicani, il senatore dello Stato dell'Illinois Darren Bailey e la sua compagna di corsa Stephanie Trussell.
Il giorno delle elezioni, Pritzker è stato rieletto con il 54,9% dei voti, lo 0,4% in più rispetto al 2018, e la migliore percentuale di voti grezzi per un democratico a governatore dal 1960. La vittoria di Pritzker è stata ancora una volta il risultato di una prestazione eccellente nell'area metropolitana di Chicago, che comprende la maggioranza della popolazione dello Stato, (l'Illinois) ottenendo una schiacciante vittoria nella contea fortemente democratica di Cook, sede di Chicago, e vincendo in tutte le contee limitrofe tranne una. Nel 2018 Bailey ha migliorato di poco meno del 4% la performance dell'ex governatore repubblicano Bruce Rauner, in gran parte a causa dell'assenza di un forte candidato conservatore di un terzo partito, come era successo nel 2018. Successivamente, Bailey è riuscito a ribaltare le contee di Alexander, Fulton, Jackson, Knox e Winnebago, che Pritzker aveva precedentemente vinto, mentre Pritzker è riuscito a ribaltare la contea di McLean, segnando la prima volta dal 1948 che questa ha votato per un democratico in un'elezione governatoriale.
Se Pritzker portasse a termine l'intero mandato, diventerebbe il primo governatore democratico nella storia dello Stato a svolgere due mandati quadriennali completi, poiché tutti gli altri governatori democratici erano stati messi sotto accusa, erano morti o si erano dimessi prima di terminare il secondo mandato.